# Лео Фробеніус
Ле́о Фробе́ніус (нім. Leo Frobenius, повне ім'я: Лео Віктор Фробеніус; 29 червня 1873, м. Берлін, Німеччина — 9 серпня 1938, Біґанцоло, Італія) — визначний німецький етнолог, антрополог і археолог, культуролог і фольклорист-африканіст; один з провідних фахівців з доісторичного мистецтва. Він також був одним з ініціаторів культурно-історичного підходу до етнології. Фробеніус ввів в науковий обіг термін Kulturkreis («культурне коло»), щоб описати область впливу конкретної культури над іншими культурами. Ця ідея ґрунтувалася на концепції культурної дифузії як методу, за допомогою якого елементи культури, як матеріальної, так і у вигляді ідей і звичаїв, поширювалися від місця їх виникнення до більш віддалених людських спільнот.

## Публікації
- Frobenius, Leo. 1898. Der westafrikanische Kulturkreis. Gotha: Justus Perthes.
- Frobenius, Leo. 1898. Der Ursprung der afrikanischen Kulturen. Berlin: Gebrüder Borntraeger.
- Frobenius, Leo. 1903. Weltgeschichte des Krieges. Hannover: Gebrüder Jänecke.
- Frobenius, Leo. [1913] 1980. Voice of Africa. Arno Press. ISBN 0405085370
- Frobenius, Leo. 1921. Paideuma: Umrisse einer Kultur- und Seelenlehre. München: Beck.
- Frobenius, Leo. 1921-1928. Atlantis; Volksmärchen und Volksdichtungen Afrikas (12 томів). Jena: E. Diederichs.
- Frobenius, Leo. 1923. Dokumente zur Kulturphysiognomik. Vom Kulturreich des Festlandes. Berlin: Volksverband der bücherfreunde.
- Frobenius, Leo. 1931. Erythräa. Länder und Zeiten des heiligen Königsmords. Berlin: Atlantis-Verlag.
- Frobenius, Leo. 1933. Kulturgeschichte Afrikas. Phaidon Verlag.
- Frobenius, Leo. [1936] 1950. Das Urbild: Cicerone zur vorgeschichtlichen Reichsbildergalerie. Frankfurt: Forschungsinstitut fur Kulturmorphologie.
- Frobenius, Leo. [1937] 1972. Prehistoric Rock Pictures in Europe and Africa. Ayer Co Pub. ISBN 0405015615
- Frobenius, Leo & Douglas C. Fox. [1937] 1999. African Genesis: Folk Tales and Myths of Africa. Dover Publications. ISBN 0486409112
- Frobenius, Leo & Eike Haberland. 2006. Leo Frobenius on African History, Art, and Culture: An Anthology. Princeton, NJ: Markus Wiener Pub. ISBN 1558764267
- Frobenius, Leo & Ulf Diederichs. 1980. Schwarze Sonne Afrika: Mythen, Marchen und Magie. Düsseldorf: E. Diederichs.